# 松永栄治
松永 榮治（まつなが えいじ、1947年 - ）は、日本の検察官、弁護士、オンブズマン。法務省法務総合研究所長や、広島高等検察庁検事長、名古屋高等検察庁検事長を歴任した。

## 人物・経歴
熊本県菊池郡旭志村（現菊池市旭志）出身。熊本県立菊池高等学校を経て、九州大学法学部卒業。1969年旧司法試験合格。1972年東京地方検察庁検事。東京地方検察庁特別捜査部副部長や、東京地方検察庁特別公判部長を務め、リクルート事件などに関与した。1998年名古屋地方検察庁次席検事。1999年富山地方検察庁検事正。千葉地方検察庁検事正、横浜地方検察庁検事正を経て、2006年法務省法務総合研究所長。2008年広島高等検察庁検事長。2009年名古屋高等検察庁検事長、2010年に定年退官後、熊本県弁護士会弁護士登録。熊本県選挙管理員会委員長、熊本市オンブズマン等も務めた。2017年秋の叙勲で瑞宝重光章受章。